# محمد اكسو
محمد اكسو (بالتركية: Mehmet Aksu)‏ هو لاعب كرة قدم تركي في مركز الهجوم، ولد في 11 يناير 1980 في إسطنبول في تركيا. لعب مع أضنة سبور وأنطاليا سبور وأيوب سبور وإسطنبول سبور وغلطة سراي وكارسياكا ونادي بشكتاش ونادي روستوف.

## وصلات خارجية
- محمد اكسو على موقع اتحاد تركيا (لاعب) (الإنجليزية)
- محمد اكسو على موقع قاعدة بيانات كرة القدم.إي يو (الإنجليزية)